# Jennifer Hawkins
Jennifer Hawkins (Holmesville, Nueva Gales del Sur; 22 de diciembre de 1983) es una modelo y presentadora de televisión australiana, conocida por haber ganado el título de Miss Universo 2004 y por haber sido la imagen de la marca australiana Myer y la presentadora de Australia's Next Top Model.

## Biografía

### Inicios y vida familiar
Hawkins nació en Holmesville. Asistió al bachillerato en West Wallsend, Nueva Gales del Sur. Ella es una de entre cuatro hijos. Hawkins fue un animadora de los "Caballeros", equipo de la liga de rugby Newcastle, y del equipo de baloncesto "Hunter Pirates"; también, trabajó como modelo. Como modelo, fue seleccionada para competir por el título de Miss Australia, que más tarde ganó y con el cual se llevó el derecho de representar a su país en Miss Universo.
Hawkins también trabajó como bailarina para un grupo de danza que realizó tour en Australia y que se especializaba en Hip Hop y ballet.

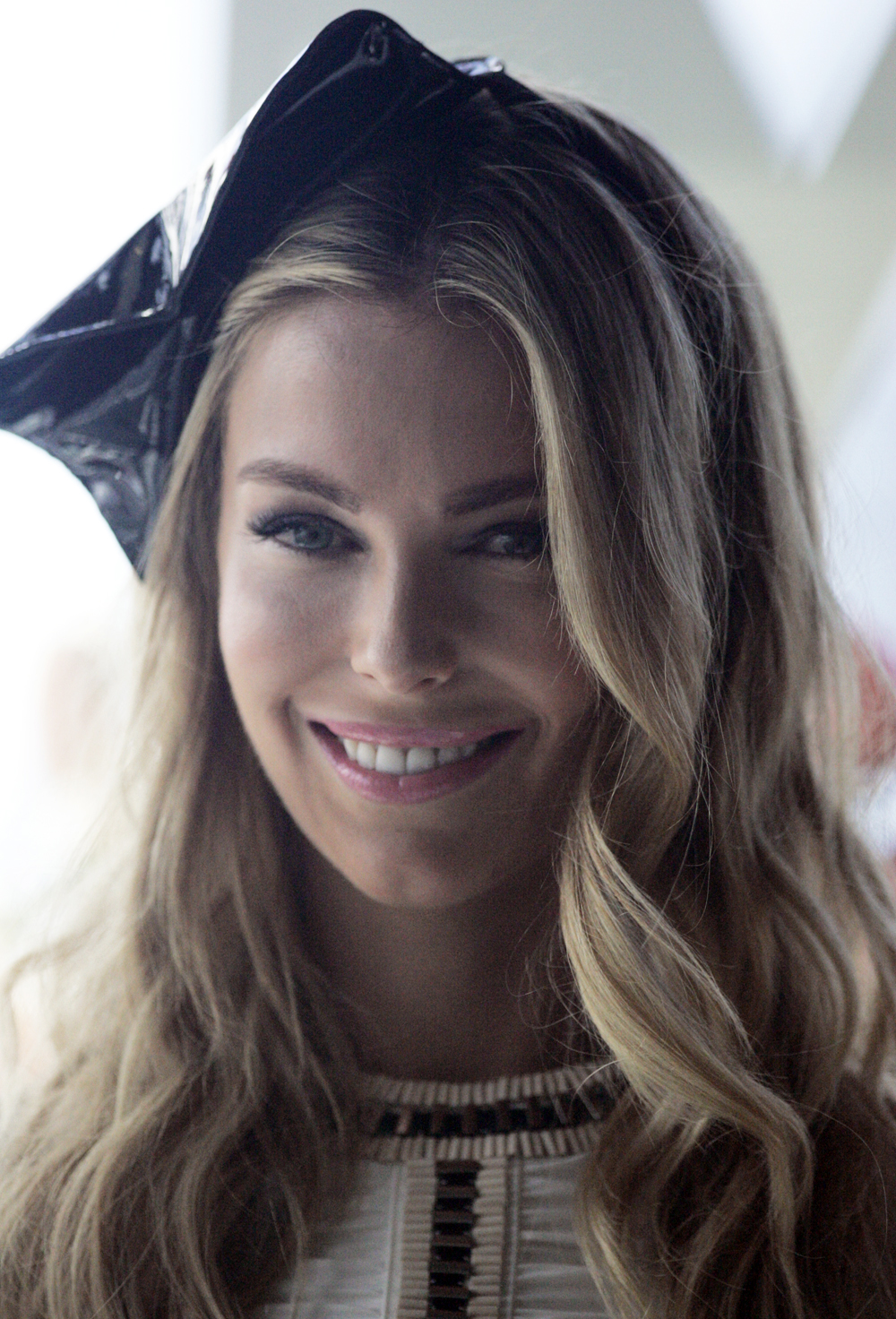
Hawkins en marzo de 2013.

## Carrera

### Miss Universo
Después de ser seleccionada para representar a Australia en el evento internacional de Miss Universo 2004, Hawkins, tomó el consejo de su predescesora, Ashlea Talbot, para tomar clases de español básico mientras viajaba por Ecuador previo al concurso.
El concurso de Miss Universo se realizó en Quito - Ecuador el 1 de junio de 2004. Una semana previa al evento, Hawkins se colocó como la sexta favorita para ganar la corona. Durante la competencia final, Hawkins se convirtió en la primera Australiana en llegar a semifinales desde Voni Delfos en 1993. Luego llegó al top diez después de la competencia en traje de gala, donde usó un inusual traje de gala estilo vintage que fue diseñado por Bora (con un costo aproximado de AU$25,000). Después de la competencia en traje de baño, Hawkins avanzó a ser una de las cinco finalistas: Finalmente, después de la entrevista y el voto final del jurado, ganó el título de Miss Universo. Las cinco semifinalistas del certamen, incluyeron concursantes de cuatro países del continente americano: como de los Estados Unidos, a Shandi Finnessey de los Estados Unidos (1a Finalista); del Caribe, Alba Reyes de Puerto Rico (2a fianlista), Yanina González de Paraguay (3a finalista) y Danielle Jones de Trinidad y Tobago (4a finalista). Hawkins fue la primera ganadora de Oceanía desde que Lorraine Downes de Nueva Zelanda ganara el título en 1983, y la primera australiana desde que Kerry Anne Wells lo ganara en 1972.
Hawkins fue coronada por su predescesora Amelia Vega de República Dominicana. El titular de los derechos del certamen, el excéntrico Donald Trump, describió a Hawkins como "la más hermosa Miss Universo que había visto en muchos, muchos años".
Hawkins recibió una elaborada tiara de perlas y diamantes incrustados de Mikimoto, valorada en $250,000 al igual que un gran paquete de premios. Hawkins fue la primera rubia en ganar el título desde que lo ganó Angela Visser de Holanda en 1989.
Como Miss Universo, Hawkins representó la Organización Miss Universo. Sus "hermanas" ganadoras de los títulos de la organización en 2004 fueron Shelley Hennig (Miss Teen USA, de Luisiana) y Shandi Finnessey (Miss USA, de Misuri). Durante su reinado, Hawkins viajó a Corea, Bahamas, Brasil, República Checa, Alemania, Grecia, Singapur, Indonesia, Canadá, Trinidad y Tobago, Cuba, India, Ecuador, México, Puerto Rico, hizo varios viajes a Tailandia, el país sede de Miss Universo 2005 y a su país natal Australia; todo como parte de su largo año de reinado como Miss Universo, Ella residió en la Ciudad de Nueva York en un apartamento provisto por la Organización Miss Universo. También durante su reinado, Hawkins comentó su deseo de continuar modelando y de convertirse en presentadora de televisión.
Brevemente luego de ser coronada, Hawkins fue blanco de noticias durante un desfile de modas realizado en Westfield Miranda, un centro comercial de Australia, cuando estando en la pasarela modelando; su vestido cayó al suelo. Hawkins fue captada usando una tanga roja frente a una multitud sorprendida. Hawkins más tarde se disculpó, riendóse del evento ella agregó "hubiese deseado haber usado mejor ropa interior". El incidente recibió distinción al ser llamado "El momento embarazoso jamás mostrado en la televisión australiana" por la cadena de televisión australiana Nine Network. El problema con el traje fue ampliamente circulado en las noticias, y de acuerdo a Google, causó un incremento en las búsquedas en línea con el nombre de "Jennifer Hawkins".
Hawkins también fue seleccionada para ser juez en el evento Miss Universo 2008 que se realizó en Vietnam. Ella realizó una de las preguntas finales a una de las delegadas del top 5. La pregunta que realizó fue ¿Si pudieras regresar en el tiempo y cambiar algo, que sería y por qué?; esta pregunta fue dirigida a la concursante de Colombia, Taliana María Vargas Carrillo.

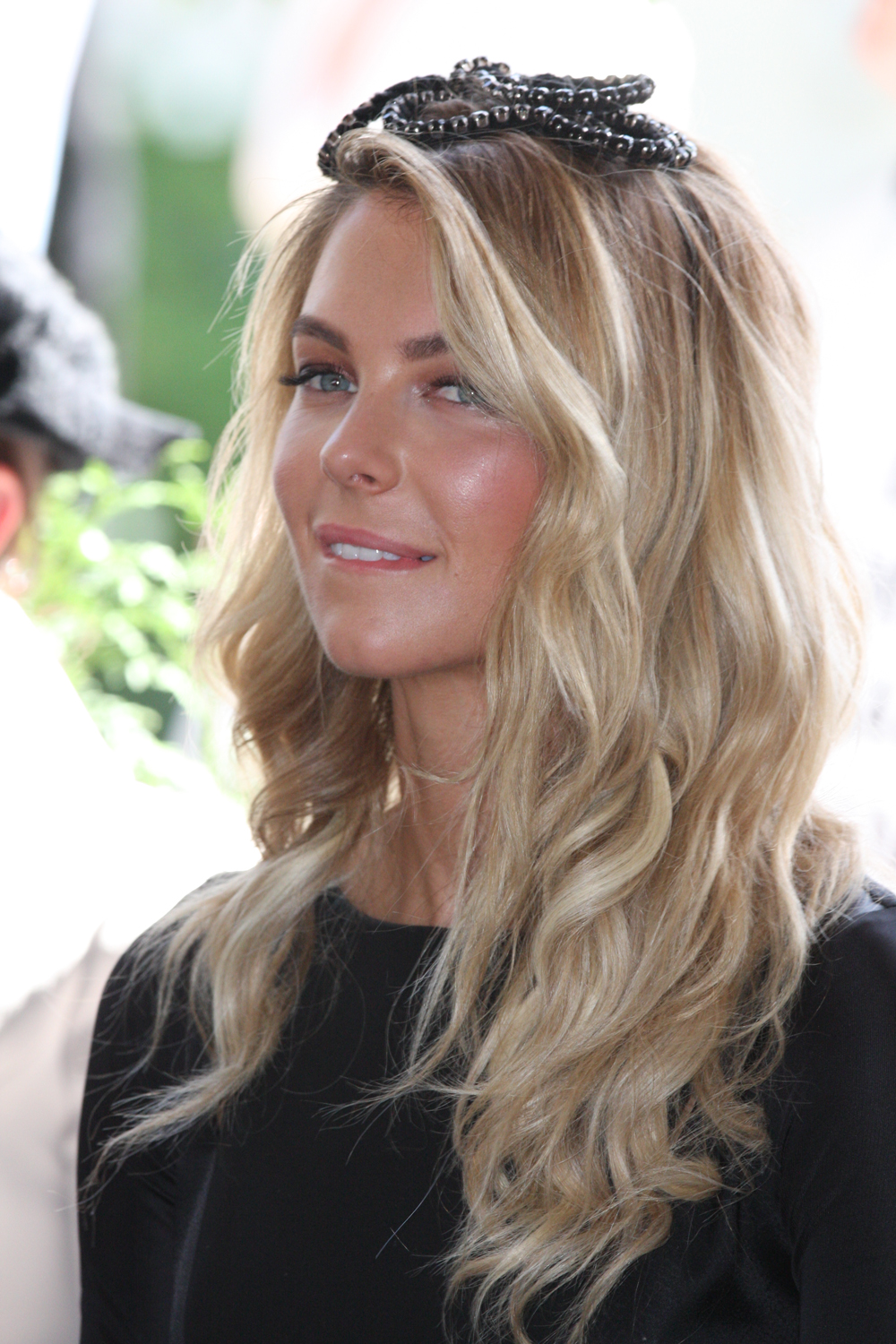
Hawkins en 2012.

### Su trabajo en televisión
Hawkins firmó contrato con la cadena Seven Network durante el Carnaval Melbourne Cup en 2004. Sus primeras presentaciones como presentadora fueron como invitado en el programa de viaje, The Great Outdoors, donde llevaba a los televidentes alrededor de diferentes destinos del mundo. Cuando su reinado como Miss Universo terminó, se convirtió en un miembro regular del programa, esto resultó en una nominación a los premios Logie Awards de 2006 por la categoría de Más popular nuevo talento femenino.
Hawkins actualmente fuenge como la presentadora y uno de los jueces del programa Australiano Make Me a Supermodel, que debutó el 6 de agosto de 2008 en la cadena Seven Network.
El 19 de noviembre de 2012, Jennifer fue confirmada como la presentadora de Australia's Next Top Model.

### Notas relevantes

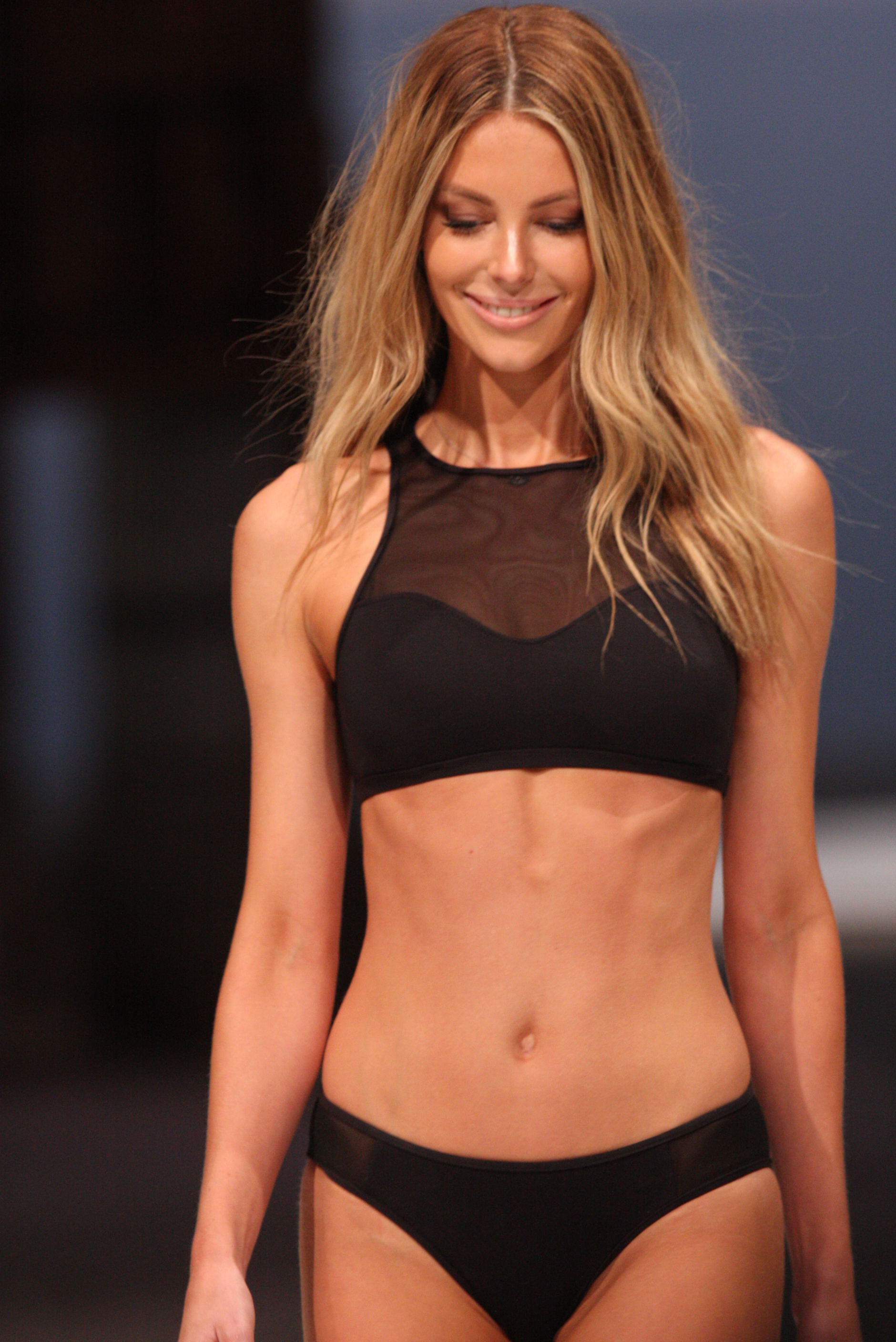
Hawkins en Sídney August 2015.